# Necrolemur
Necrolemur є вимерлим родом приматів.

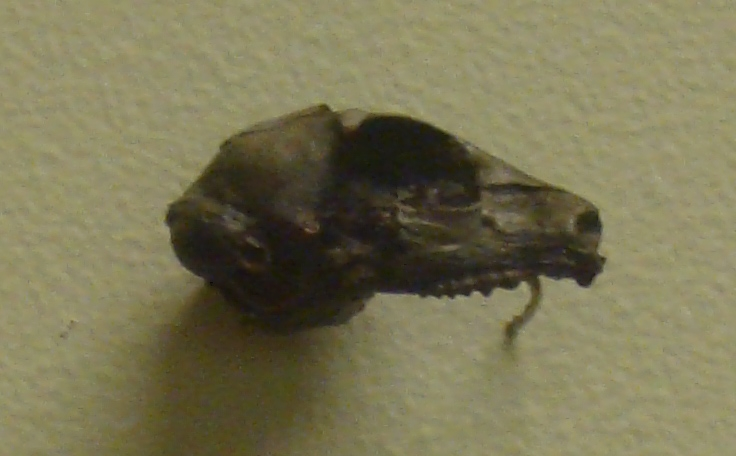
Череп некролемура

Він був 25 сантиметрів завдовжки. Ці істоти нагадували довгоп'ятів, вели нічний спосіб життя, мали дуже великі очі і вуха. У некролемура були гострі зуби, які, ймовірно, використовувалися, для розкушування покривів комах. Як і сучасні довгоп'яти, він також мав довгі пальці рук і ніг, міг тривалий час балансувати хвостом. Також він характеризується коротким обличчям, мав вузький міжочний проміжок, трубчасту барабанну кісточку (ectotympanic) і відносно великий мозок. 
Скам'янілі рештки цієї тварини знайдені у Західній Європі.